# Steven Caulker
Steven Roy Caulker (Feltham, 1991. december 29. –) angol és sierra Leone-i válogatott labdarúgó, a Stjarnan játékosa és segédedzője.

## Statisztika
| Válogatott   | Szezon   | Mérkőzés | Gól |
| ------------ | -------- | -------- | --- |
| Anglia       | 2012     | 1        | 1   |
| Anglia       | 2013     | 0        | 0   |
| Összesen     | Összesen | 1        | 1   |
| Sierra Leone | 2022     | 10       | 0   |
| Sierra Leone | 2023     | 4        | 0   |
| 2024         | 4        | 0        |     |
| Összesen     | Összesen | 18       | 0   |